# 陳弘毅 (消防署長)
陳弘毅（1937年1月10日—），中華民國消防官員，1997年至2000年8月擔任內政部消防署署長。

## 生平
臺灣省新竹市人，中央警官學校大學部第一期刑事系學士，日本明治大學法學碩士、博士課程肄業，奧地利維也納大學刑事法學研究。

### 經歷
- 中央警官學校隊長、組長、教官、副教授、教授
- 中央警官學校戶政系系主任
- 中央警官學校行政警察學系系主任
- 中央警官學校消防學系系主任
- 內政部消防署副署長
- 內政部消防署署長
- 吳鳳科技大學消防系創系主任[1]
- 2004年9月1日獲頒中央警察大學第一屆傑出校友[2]

### 現職
中華民國消防退休人員協會理事長

### 八掌溪事件
2000年7月22日發生於台灣嘉義縣的「八掌溪事件」，陳弘毅是時任消防署長，因此事件被記大過乙次並自請辭職獲准。

## 著作
- 《火災學》
- 《消防學》
- 《防火管理》
- 《消防戰術》
- 《防災與避難》
- 《火災原調查技術教本》
- 《大格局-消防之父的真情告白》

## 外部連結
| 官衔           | 官衔                                     | 官衔        |
| -------------- | ---------------------------------------- | ----------- |
| 中華民國行政院 |                                          |             |
| 前任： 王一飛  | 內政部消防署署長 第二任 1997年—2000年8月 | 繼任： 趙鋼 |